# 狂喜 (情緒)
狂喜（英語：Ecstasy；德語：Ekstase；古希臘語：ἔκστασις，羅馬化：ékstasis，意指“脫離自我，狂喜”），是一個用於宗教研究和心理學的術語。狂喜是特別強烈的心理異常狀態（超越體驗）的統稱，類似於恍惚或由恍惚釋放。那些受影響的人將它們描述為意識狀態的巨大變化。
據稱，在狂喜期間，意識被體驗為“擴展”或“增強”。透過這種延伸或提升，當事人（或旁觀者）會獲得其“在自己身邊”或“不在自己身邊”的印象。這意味著，當事人已走出自己熟悉的環境和正常感知的區域，進入了一個有著不同感知可能性的區域。歷史學家彼得·丁澤爾巴赫 (Peter Dinzelbacher) 將狂喜描述為“從身體中走出靈魂，同時暫停感官知覺”，在更廣泛的意義上，作為“意識減弱的陶醉狀態”。